# Elena Presti
Elena Presti (Torino, 22 febbraio 1968) è un'attrice e cantante italiana.

## Biografia
Consegue il diploma di attrice al Laboratorio teatrale di Torino, dopodiché frequenta la scuola di recitazione dell'Istituto d'arte e spettacolo al circolo Dravelli di Moncalieri diretta da Arnoldo Foà; nello stesso tempo consegue la laurea in lettere.
Dopo alcune esperienze come conduttrice in alcune televisioni locali, debutta come attrice teatrale, recitando in spettacoli come Confiteor di Giovanni Testori, L'anfitrione di Molière, L'avaro di Plauto, iniziando anche a lavorare in televisione in parti secondarie (ad esempio in Un posto al sole), fino a un ruolo più consistente nella sitcom Villa Arzilla e nella serie Italian Restaurant.
Nel 1997 gira il suo primo film, Tempo di mezzo (per la regia di Pasquale Ruju, sceneggiatore di fumetti) che, per alcune vicissitudini viene distribuito nelle sale solo due anni dopo; lavora poi con vari registi come Sergio Castellitto (nel suo film di debutto Libero Burro), Lina Wertmüller, Francesco Nuti, Gianluca Tavarelli, recitando anche nell'unico film realizzato da Piero Chiambretti, Ogni lasciato è perso.
Continua intanto a lavorare in televisione, tra l'altro in CentoVetrine, S.P.Q.R. di Claudio Risi, Il maresciallo Rocca e Le cinque giornate di Milano di Carlo Lizzani; gira inoltre anche videoclip musicali e spot pubblicitari.
Ha parallelamente un'attività da cantante, pubblicando in un cd singolo il brano La danza de l'amor, scelto da Gianni Ippoliti come sigla di un suo programma radiofonico su Radio uno. Nel 2020 Elena Presti pubblica No vale la pena enamorarse in duo con Giovanna Nocetti.
Nel 2006 recita in Quell'estate felice di Beppe Cino, pellicola tratta dal romanzo Argo il cieco ovvero i sogni della memoria dello scrittore siciliano Gesualdo Bufalino. Elena conduce vari programmi televisivi anche su reti nazionali mentre continua la sua carriera di attrice.

## Filmografia

### Cinema
- Libero Burro, regia di Sergio Castellitto (1999)
- Ferdinando e Carolina, regia di Lina Wertmüller (1999)
- Ogni lasciato è perso, regia di Piero Chiambretti (1999)
- Caruso, zero in condotta, regia di Francesco Nuti (1999)
- Tempo di mezzo, regia di Pasquale Ruju (1999)
- Qui non è il paradiso, regia di Gianluca Maria Tavarelli (2000)
- Senza freni, regia di Felice Farina (2003)
- Quell'estate felice, regia di Beppe Cino (2006)
- 7 km da Gerusalemme, regia di Claudio Malaponti (2007)
- Italians, regia di Giovanni Veronesi (2009)
- Vincere, regia di Marco Bellocchio (2009)
- Il sorteggio, regia di Giacomo Campiotti (2010)
- Rasputin, regia di Louis Nero (2011)
- The Stalker, regia di Giorgio Amato (2013)
- Il mistero di Dante, regia di Louis Nero (2014)

### Televisione
- Villa Arzilla, regia di Gigi Proietti (1990)
- Italian Restaurant, regia di Giorgio Capitani (1994)
- Un posto al sole, registi vari (1996)
- Giornalisti, regia di Donatella Maiorca (2000)
- La Sindone - 24 ore, 14 ostaggi, regia di Lodovico Gasparini – film TV (2001)
- Maria José - L'ultima regina, regia di Carlo Lizzani (2002)
- Le cinque giornate di Milano, regia di Carlo Lizzani (2004)
- Rex, regia di Marco Serafini (2008)
- La leggenda del bandito e del campione, regia di Lodovico Gasparini (2010)
- La donna della domenica, regia di Giulio Base (2011)
- Che Dio ci aiuti, regia di Francesco Vicario (2011)

## Discografia
- No Vale La Pena Enamorarse 2020 - Elena Presti & Giovanna Nocetti  - produzione Gianni Gandi (Mediterraneos Production)
- Los caminos de la vida 2019 - Mediterraneos Production- ( featuring Gianni Gandi ) Feltrinelli - Ibs.
- Pop Heart 2018 - Mediterraneos Production - ( featuring Gianni Gandi) Itunes store - Apple
- Alas de icaro 2018 - Mediterraneos Production - (featuring Gianni Gandi - Pietro Fotia) distribuzione Believe France
- Icarus ' wings 2018 - Mediterraneos Production (featuring Gianni Gandi - Pietro Fotia) negozi feltrinelli e Ibs
- Hit Mania 2017 - Edizioni Walkaman s.r.l
- Hit Tormentoni: remix Edicole e Feltrinelli - Natale 2016
- La la la Flamenco (CD) hit Mania 2016 /17. Edizioni walkaman, Gianni Gandi e Pietro Fotia loving time remix. Mediterraneos Production
- A Little More" HIt Mania Spring 2016 featuring Gianni Gandi & Pietro Fotia. Disco di Platino
- Hitormentoni 23 hit. Prodotto da Mediterraneos Production & Universo
- Yoy soy latina (CD) Prodotto da Mediterraneos Production distribution Feiyr
- Merry Christmas in Rome (CD) 2015 Prodotto da Mediterraneos Production
- La La La (CD) Hitmania Spring prodotto da Mediterraneos Production & Universo
- Buddha Mediterraneo (CD) prodotto da Gianni Gandi, Mediterraneos Production
- Besame mucho (CD singolo), prodotto da Gianni Gandi, Mediterraneos Production
- Forget My Blues (dalla colonna sonora del film Alice) Ed. Warner Music
- Sentir (CD singolo), Ed. New Music (dall'album Superestate Latina 2006)
- La danza de l'amor (CD singolo), Ed. PDD
- La vida (CD singolo), Ed. Framasi Loca
- Baby Te Quiero (CD singolo), Ed. Blu & Blu Music
- Bronte mia (CD singolo) (Radio Rai 1)
- Mariposa (CD singolo) Ed. Bideri